# عبیدالله مهدی
عبیدالله مهدی(نام کامل وی: عبیدالله سعید بن الحسین المهدی بالله) (۹۰۹–۹۳۴) بنیان‌گذار خلافت فاطمی، تنها خاندان بزرگ خلافت شیعه در تاریخ اسلام بود.
وی شیعه اسماعیلی بود و نسب خود را به فاطمه دختر محمد می‌رسانید؛ در بین مورخین مسلمان برخی مانند ابن خلدون و عزالدین ابن اثیر ادعای او را پذیرفته‌اند و برخی مانند ابن خلکان و سیوطی این نسب نامه را جعلی می‌دانند.
عبیدالله مهدی در شهر سلمیه از سرزمین حمص در شهرهای شام علیه خلیفه خروج کرد و به مراکش پناه آورد، پس از مدتی از آنجا نیز خارج شده و به سجلماسه رفت. سرانجام، او موفق به تشکیل خلافت فاطمی شد؛ دو سال پیش از مرگش، خلافت وی از مراکش تا مصر و تونس گسترش یافته بود.
عبیدالله مهدی در مذهب اسماعیلیه، امام دانسته می‌شود.

## کتابشناسی/ یادکردها
- ویلیام بوردهی (۱۳۶۴)، تحقیقی در آیین اسماعیلیه، ترجمهٔ زهرا سعیدی، مشهد: تابناک
- محمد بن زین العابدین (۱۳۶۲)، تاریخ جماعت اسمعیلیه:هدایت المومنین الطالبین، ترجمهٔ هما خاقان زاده، به کوشش الکساندر سیمونوف.، تهران: اساطیر